# أتيكوس شافر
أتيكوس شافر (بالإنجليزية: Atticus Shaffer)‏ هو ممثل أمريكي، ولد في 19 يونيو 1998 بسانتا كلارا في الولايات المتحدة.

## أعمال

### أفلام
- (2008) هانكوك[4]
- (2009) الذين لم يولدوا بعد[5][6]
- (2012) فرانكنويني

### مسلسلات
- اسمي إيرل
- ذا ميدل

## وصلات خارجية
- أتيكوس شافر على موقع IMDb (الإنجليزية)
- أتيكوس شافر على موقع روتن توميتوز (الإنجليزية)
- أتيكوس شافر على موقع ألو سيني (الفرنسية)
- أتيكوس شافر على موقع أول موفي (الإنجليزية)
- أتيكوس شافر على موقع قاعدة بيانات الأفلام السويدية (السويدية)
- أتيكوس شافر على موقع إن إن دي بي (الإنجليزية)
- أتيكوس شافر على موقع قاعدة بيانات الفيلم (الإنجليزية)
- أتيكوس شافر على موقع كينوبويسك (الروسية)